# Olympische Winterspiele 1994/Teilnehmer (Südkorea)
| Gelbes Symbol für Goldmedaillen mit stilisierten Olympischen Ringen | Graues Symbol für Silbermedaillen mit stilisierten Olympischen Ringen | Braundes Symbol für Bronzemedaillen mit stilisierten Olympischen Ringen |
| ------------------------------------------------------------------- | --------------------------------------------------------------------- | ----------------------------------------------------------------------- |
| 4                                                                   | 1                                                                     | 1                                                                       |

Südkorea nahm an den Olympischen Winterspielen 1994 im norwegischen Lillehammer mit einer Delegation von 21 Athleten in fünf Disziplinen teil, davon elf Männer und zehn Frauen. Alle vier Goldmedaillen sowie die Silber- und Bronzemedaille wurden im Shorttrack gewonnen.
Fahnenträger bei der Eröffnungsfeier war der Shorttracker Lee Joon-ho.

## Medaillen

### Medaillenspiegel
| Rang   | Sportart   | Gold | Silber | Bronze | Gesamt |
| ------ | ---------- | ---- | ------ | ------ | ------ |
| 1      | Shorttrack | 4    | 1      | 1      | 6      |
| Gesamt | Gesamt     | 4    | 1      | 1      | 6      |

### Medaillengewinner
| Name/n                                              | Sportart   | Wettkampf      |
| --------------------------------------------------- | ---------- | -------------- |
| Gold                                                |            |                |
| Chun Lee-kyung                                      | Shorttrack | 500 m          |
| Chae Ji-hoon                                        | Shorttrack | 500 m          |
| Kim Ki-hoon                                         | Shorttrack | 1000 m         |
| Chun Lee-kyung Kim So-hee Kim Yoon-mi Won Hye-kyung | Shorttrack | 3000-m-Staffel |
| Silber                                              |            |                |
| Chae Ji-hoon                                        | Shorttrack | 1000 m         |
| Bronze                                              |            |                |
| Kim So-hee                                          | Shorttrack | 1000 m         |

## Teilnehmer nach Sportarten

### Eiskunstlauf
| Athleten       | Wettbewerbe | Pflichttanz 1 | Pflichttanz 1 | Pflichttanz 2 | Pflichttanz 2 | Originaltanz | Originaltanz | Kurzprogramm | Kurzprogramm | Kür/Kürtanz | Kür/Kürtanz | Gesamt    | Gesamt |
| Athleten       | Wettbewerbe | Bewertung     | Rang          | Bewertung     | Rang          | Bewertung    | Rang         | Bewertung    | Rang         | Bewertung   | Rang        | Bewertung | Rang   |
| -------------- | ----------- | ------------- | ------------- | ------------- | ------------- | ------------ | ------------ | ------------ | ------------ | ----------- | ----------- | --------- | ------ |
| Frauen         |             |               |               |               |               |              |              |              |              |             |             |           |        |
| Lee Lyoon-jung | Einzel      | –             | –             | –             | –             | –            | –            | 12,0         | 24           | 20,0        | 20          | 32,0      | 21     |
| Männer         |             |               |               |               |               |              |              |              |              |             |             |           |        |
| Jung Sung-il   | Einzel      | –             | –             | –             | –             | –            | –            | 9,0          | 18           | 16,0        | 16          | 25,0      | 17     |

### Eisschnelllauf
| Athleten        | Wettbewerbe | Zeit        | Rang |
| --------------- | ----------- | ----------- | ---- |
| Frauen          |             |             |      |
| Baek Eun-bi     | 3000 m      | 4:34,86 min | 23   |
| Chun Hee-joo    | 500 m       | 43,05 s     | 32   |
| Chun Hee-joo    | 1000 m      | 1:25,67 min | 35   |
| Chun Hee-joo    | 1500 m      | 2:12,14 min | 30   |
| Jeong Bae-yeong | 500 m       | 42,63 s     | 31   |
| Jeong Bae-yeong | 1000 m      | 1:25,93 min | 36   |
| Kang Mi-young   | 500 m       | 41,96 s     | 28   |
| Kang Mi-young   | 1000 m      | 1:24,19 min | 32   |
| Yoo Seon-hee    | 500 m       | 39,92 s     | 5    |
| Yoo Seon-hee    | 1000 m      | 1:21,40 min | 15   |
| Männer          |             |             |      |
| Jegal Sung-yeol | 500 m       | 37,90 s     | 30   |
| Jegal Sung-yeol | 1000 m      | 1:16,64 min | 39   |
| Kim Yoon-man    | 500 m       | 37,10 s     | 14   |
| Kim Yoon-man    | 1000 m      | 1:14,97 min | 18   |
| Lee Jae-sik     | 500 m       | 38,10 s     | 34   |
| Lee Jae-sik     | 1000 m      | 1:16,96 min | 40   |
| Lee Jae-sik     | 1500 m      | 2:20,60 min | 41   |
| Lee Kyu-hyeok   | 500 m       | 38,13 s     | 36   |
| Lee Kyu-hyeok   | 1000 m      | 1:15,92 min | 32   |

### Shorttrack
| Athleten                                            | Wettbewerbe    | Vorlauf     | Vorlauf | Viertelfinale | Viertelfinale | Halbfinale    | Halbfinale    | Finale        | Finale        | Rang   |
| Athleten                                            | Wettbewerbe    | Zeit        | Rang    | Zeit          | Rang          | Zeit          | Rang          | Zeit          | Rang          | Rang   |
| --------------------------------------------------- | -------------- | ----------- | ------- | ------------- | ------------- | ------------- | ------------- | ------------- | ------------- | ------ |
| Frauen                                              |                |             |         |               |               |               |               |               |               |        |
| Chun Lee-kyung                                      | 500 m          | 47,14 s     | 2       | 1:09,56 min   | 4             | ausgeschieden | ausgeschieden | ausgeschieden | ausgeschieden | 15     |
| Chun Lee-kyung                                      | 1000 m         | 1:40,49 min | 2       | 1:40,30 min   | 2             | 1:55,07 min   | 2             | 1:36,87 min   | 1             | Gold   |
| Kim So-hee                                          | 500 m          | 47,77 s     | 2       | 46,97 s       | 1             | 46,36 s       | 3             | 49,01 s       | 1             | 5      |
| Kim So-hee                                          | 1000 m         | 1:43,76 min | 1       | 1:38,61 min   | 1             | 1:37,17 min   | 1             | 1:37,09 min   | 3             | Bronze |
| Won Hye-kyung                                       | 500 m          | 48,08 s     | 2       | 48,87 s       | 2             | 47,63 s       | 2             | 47,63 s       | 4             | 4      |
| Won Hye-kyung                                       | 1000 m         | 1:42,75 min | 1       | 1:39,03 min   | 3             | ausgeschieden | ausgeschieden | ausgeschieden | ausgeschieden | 9      |
| Chun Lee-kyung Kim So-hee Kim Yoon-mi Won Hye-kyung | 3000-m-Staffel | —           | —       | —             | —             | 4:27,15 min   | 2             | 4:26,64 min   | 1             | Gold   |
| Männer                                              |                |             |         |               |               |               |               |               |               |        |
| Chae Ji-hoon                                        | 500 m          | 44,36 s     | 1       | 44,69 s       | 1             | 43,72 s       | 2             | 43,45 s       | 1             | Gold   |
| Chae Ji-hoon                                        | 1000 m         | 1:32,11 min | 1       | 1:31,40 min   | 1             | 1:31,56 min   | 1             | 1:34,92 min   | 2             | Silber |
| Kim Ki-hoon                                         | 500 m          | 45,32 s     | 2       | 44,04 s       | 3             | ausgeschieden | ausgeschieden | ausgeschieden | ausgeschieden | 12     |
| Kim Ki-hoon                                         | 1000 m         | 1:33,63 min | 1       | 1:30,89 min   | 2             | 1:31,69 min   | 1             | 1:34,57 min   | 1             | Gold   |
| Lee Joon-ho                                         | 500 m          | 45,41 s     | 2       | 45,27 s       | 2             | 45,97 s       | 3             | 45,13 s       | 2             | 6      |
| Lee Joon-ho                                         | 1000 m         | 1:33,67 min | 1       | 1:29,58 min   | 1             | 1:31,93 min   | 3             | 1:44,99 min   | 3             | 5      |

### Ski Alpin
| Athleten      | Wettbewerbe  | 1. Lauf     | 1. Lauf | 2. Lauf     | 2. Lauf | Gesamt      | Gesamt |
| Athleten      | Wettbewerbe  | Zeit        | Rang    | Zeit        | Rang    | Zeit        | Rang   |
| ------------- | ------------ | ----------- | ------- | ----------- | ------- | ----------- | ------ |
| Männer        |              |             |         |             |         |             |        |
| Huh Sung-wook | Riesenslalom | 1:38,03 min | 43      | 1:29,67 min | 34      | 3:07,75 min | 33     |
| Huh Sung-wook | Slalom       | 1:07,43 min | 29      | 1:06,23 min | 20      | 2:13,66 min | 21     |

### Skilanglauf
| Athleten        | Wettbewerbe      | Zeit        | Rang |
| --------------- | ---------------- | ----------- | ---- |
| Männer          |                  |             |      |
| Ahn Jin-soo     | 10 km klassisch  | 28:42,9 min | 75   |
| Ahn Jin-soo     | 15 km Verfolgung | 46:56,1 min | 68   |
| Ahn Jin-soo     | 30 km Freistil   | 1:23:21,4 h | 51   |
| Park Byung-chul | 10 km klassisch  | 28:47,3 min | 77   |
| Park Byung-chul | 15 km Verfolgung | 45:36,3 min | 65   |
| Park Byung-chul | 30 km Freistil   | 1:24:16,0 h | 56   |